# 2635 Huggins
2635 Huggins је астероид главног астероидног појаса са средњом удаљеношћу од Сунца која износи 2,232 астрономских јединица (АЈ).
Апсолутна магнитуда астероида је 12,9.